# Kriechen (Werkstoffe)
Kriechen (auch Retardation) bezeichnet bei Werkstoffen die zeit- und temperaturabhängige  viskoelastische oder  plastische Verformung unter konstanter Last. Eine Kennzahl für das Kriechen ist der Kriechmodul oder die Kriechzahl (englisch creep coefficient).
Kriechen muss bei konstruktiven Aufgaben wie dem Maschinenbau oder im Bauwesen prinzipiell berücksichtigt werden und beeinflusst das Verhalten der jeweiligen Objekte z. T. in erheblichem Maße. Je nach Material, mechanischer Spannung, Dauerhaftigkeit, Schadensrisiko und Anwendung können diese Effekte jedoch im Zuge einer ingenieurmäßigen Genauigkeit manchmal vernachlässigt werden. Es gilt im Allgemeinen für alle metallischen Werkstoffe sowie für Polymere (Kunststoffe, Gummi) und eine Zahl von Keramiken, einschließlich Beton, aber auch für Holz und Schnee.

## Kriechen bei Beton
Kriechen bezeichnet die Verformungszunahme des Betons im Laufe der Zeit unter einer konstanten Spannung. Es ist eine Eigenschaft des Betons, die sich insbesondere bei einer hohen Ausnutzung der Druckbelastung durch eine Gefügeumwandlung und Volumenverminderung äußert.
Das Kriechen wird durch das im Zementstein enthaltene Wasser ermöglicht. Eine äußere Belastung führt zum Platzwechsel von Wassermolekülen im Zementstein-Gel. Dazu kommen Verdichtungs- und Gleitvorgänge zwischen den Gelpartikeln. Es wird chemisch nicht gebundenes Wasser aus den Zementporen in die Kapillaren gepresst und verdunstet, was ein Schrumpfen des Gels zur Folge hat. Die Zunahme der Kriechverformungen wird mit der Zeit immer geringer und kommt erst nach mehreren Jahren nahezu zum Stillstand.
Das Kriechen setzt sich aus zwei Anteilen zusammen. Der reversible Verformungsanteil, der nach Entlastung mit zeitlicher Verzögerung zurückgeht, auch als Rückkriechen bezeichnet, wird durch das Alter des Betons wenig beeinflusst und erreicht schon nach kurzer Zeit seinen Endwert. Der dominierende irreversible Verformungsanteil bleibt nach Entlastung voll erhalten, er wird auch als Fließen bezeichnet, ist dagegen stark vom Betonalter abhängig und erreicht seinen Wert erst nach langer Zeit. Unter ungünstigen Randbedingungen kann die Endkriechzahl einen Wert von ungefähr 3,0 erreichen, d. h. die Betonverformungen durch Kriechen sind dreimal so groß wie aus der elastischen Verformung.
Verlauf und Ausmaß des Kriechens werden neben Belastungsgröße und Alter des Betons insbesondere durch das Zementsteinvolumen und den Wasser-Zement-Wert beeinflusst. Weitere Parameter sind Luftfeuchtigkeit, Querschnittsgeometrie des Bauteils, Erhärtungsgeschwindigkeit des Zementes und Betondruckfestigkeit. Die Kriechzahlen werden im Labor mit dem Kriechversuch bestimmt.
Die Angaben in der DIN 1045-1 gelten für das lineare Kriechen unter einer Druckspannung, d. h. die Kriechzahlen sind unabhängig von der Belastungshöhe. Dies gilt bis zu einer Spannung von ungefähr 45 % der Zylinderfestigkeit des Betons. Bei höheren Betondruckspannungen tritt infolge einer verstärkten Mikrorissbildung des Betons das nichtlineare Kriechen auf. Dabei nehmen die Kriechverformungen mit steigender Belastung überproportional zu.
Bei der Berechnung von vorgespannten Betonteilen (Spannbeton) ist das Kriechen des Betons ein wichtiger Parameter, den es zu beachten gilt, da durch die Vorspannung im Allgemeinen große Betondruckspannungen eingebracht werden. Die sich daraus ergebenden Kriechstauchungen des Betonbauteils vermindern die Spannstahldehnung und damit auch die Vorspannkraft. Das Kriechen des Betons kann aber auch maßgebend sein bei dem Tragfähigkeitsnachweis von schlanken Stahlbetonstützen oder bei dem Verformungsnachweis von schlanken Decken.
Das Kriechen darf nicht mit dem Schwinden des Betons verwechselt werden, welches die Volumenminderung aufgrund von Feuchtigkeitsverlust im Beton ist.

## Kriechen bei Kunststoffen
Da Kunststoffe aus großen (im Fall von Thermoplasten und Elastomeren auch aus verknäulten) Molekülketten bestehen, gleiten bzw. entknäueln sich diese unter äußerer Belastung, woraus eine Dehnung resultiert.
Je nach Herstellung, Grundpolymer, Füllstoff und Füllgrad des Kunststoffes kann die Dehnung mehrere 100 % betragen.

## Kriechen bei metallischen Werkstoffen
Die Eigenschaften metallischer Werkstoffe sind oberhalb einer Übergangstemperatur {\displaystyle T_{t}} zeitabhängig, da hier alle Gefügemechanismen thermisch aktiviert ablaufen. Die Übergangstemperatur ist werkstoffabhängig und beträgt etwa 30 % bis 40 % der Schmelztemperatur in Kelvin. Bei diesen hohen Temperaturen ({\displaystyle T>T_{t}}) läuft eine Reihe verschiedener Werkstoffzustandsänderungen ab, die sich auf Einflüsse von Temperatur, mechanischer Spannung, Zeit sowie Umgebungsatmosphäre zurückführen lassen. Hier erfahren metallische Werkstoffe auch bei geringen mechanischen Spannungen unterhalb der Streckgrenze {\displaystyle R_{e}} eine irreversible plastische Verformung, die langsam, aber stetig voranschreitet. Diese voranschreitende plastische Verformung unter ruhender Last wird Kriechen genannt und ist temperatur-, spannungs-, zeit- und werkstoffabhängig. Kriechen ist immer mit einer Schädigung des metallischen Werkstoffs verbunden. Kriechen beruht im Wesentlichen auf transkristallinen Vorgängen wie Versetzungsbewegungen und Leerstellendiffusion. Aber auch interkristalline Vorgänge wie Korngrenzengleiten und Korngrenzendiffusion sind am Kriechen beteiligt.
Während also in der Regel bei Raumtemperatur eine statische Last unterhalb der Streckgrenze ausschließlich zu elastischer Verformung führt und praktisch unendlich lange von Bauteilen ertragen werden kann, führt das Kriechen bei Hochtemperaturbeanspruchung neben einer elastischen Dehnung zusätzlich zu einer zeitlich fortschreitenden plastischen Dehnung (Kriechdehnung), die mit einer Werkstoffschädigung verbunden ist und die Bauteillebensdauer begrenzt.
Man unterscheidet dabei (bei steigender Belastung):
- Diffusionskriechen: Leerstellen oder Zwischengitteratome diffundieren durch das Kristallgitter (Nabarro-Herring creep).
- Versetzungskriechen:  Durch thermisch aktivierte Prozesse (Diffusion) werden an den vor Hindernissen wartenden Versetzungen Leerstellen angelagert, zum Überklettern ist nun keine Spannungserhöhung mehr notwendig.
- Versetzungsgleiten: Die Versetzungen, welche sich auf Gleitebenen bewegen, überwinden Hindernisse durch thermisch aktivierte Prozesse wie z. B. Klettern und Quergleiten.
- Korngrenzkriechen/-gleiten: In polykristallinen Werkstoffen können diese Prozesse auch mit Korngrenzenbewegung anstatt nur mit Gitterdefektbewegung auftreten.

Die verschiedenen Kriechmechanismen treten nebeneinander und nacheinander gekoppelt auf. Das Diffusionskriechen erfolgt unabhängig von den anderen Prozessen, so dass der jeweils schnellste Prozess die Kriechgeschwindigkeit bestimmt. Die übrigen Mechanismen sind miteinander gekoppelt, so dass der jeweils langsamste Prozess die Kriechgeschwindigkeit bestimmt.
Das Kriechen führt zur Absenkung der Festigkeitswerte, deren Abhängigkeit von den Parametern Temperatur, mechanischer Beanspruchung, Zeit und Werkstoff sehr komplex ist. Das Kriechen während der Hochtemperaturbeanspruchung stellt in der Technik ein erhebliches Problem dar, da es zum Bauteilversagen führen kann, z. B. durch Kollision von Turbinenschaufeln am Gehäuse, Formänderung von hochbelasteten Kerben an Turbinenwellen oder Leckage von Kesselrohren. Daher ist die Kenntnis des Kriechverhaltens des Werkstoffs unter Betriebsbeanspruchung unumgänglich für die Auslegung und den Betrieb von Hochtemperaturbauteilen. Bei Hochtemperaturbeanspruchung kann Kriechen nicht verhindert werden. Durch gezielte legierungstechnische Maßnahmen lässt sich der Kriechprozess jedoch beeinflussen. Daher werden für Hochtemperaturbauteile spezielle Werkstoffe (z. B. martensitische und austenitische Stähle oder Nickelbasislegierungen) eingesetzt.

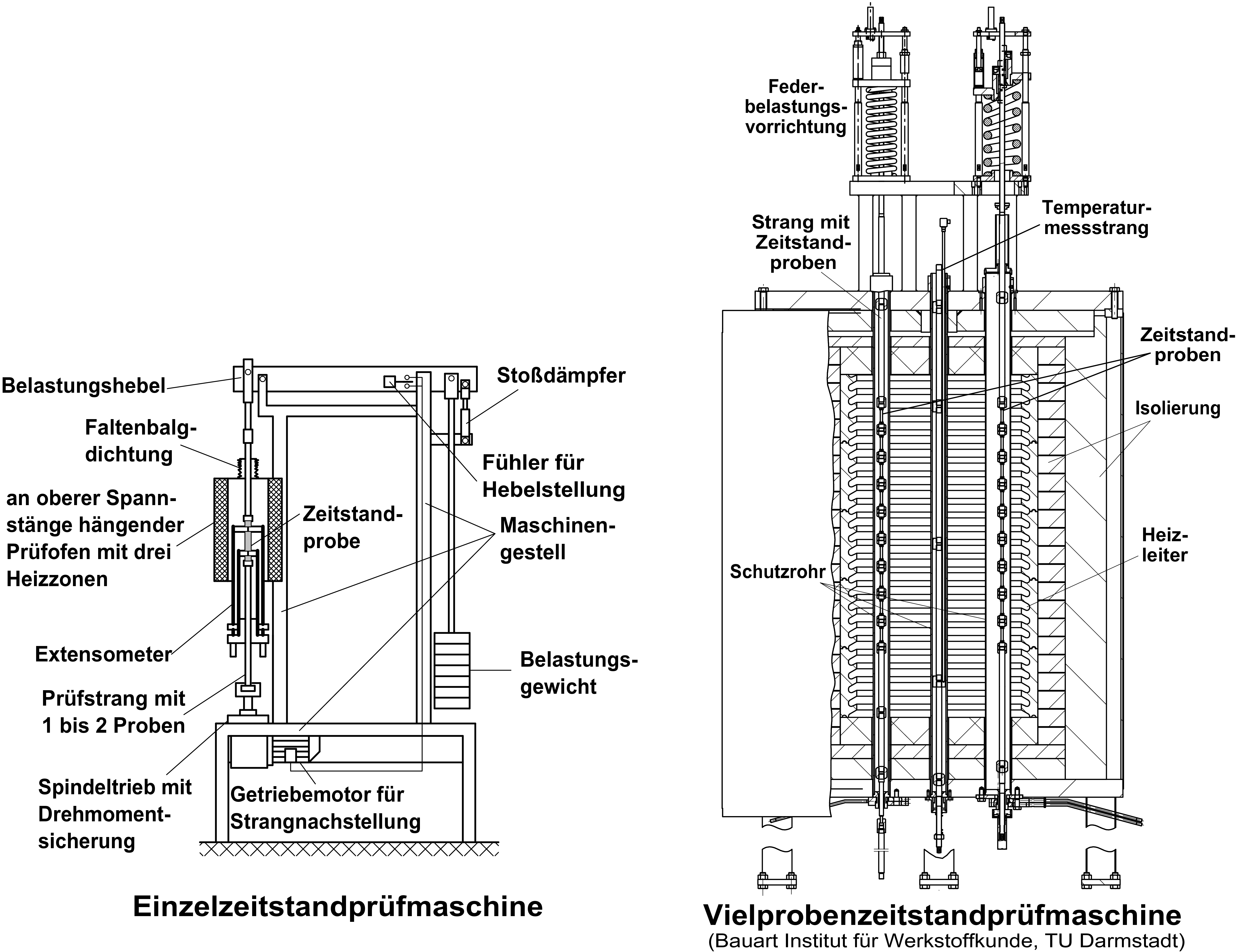
Zeitstandversuch für metallische Werkstoffe

Die Ermittlung des Kriechverhaltens erfolgt mit sogenannten Zeitstandversuchen (genormt nach DIN EN 10 291 und ISO 204). Im Zeitstandversuch wird eine Probe statisch unter konstanter hoher Temperatur belastet und dabei die Verlängerung der Probe durch plastische Verformung über der Zeit gemessen. Aus dieser plastischen Verformung lässt sich die Kriechdehnung ermitteln. Dabei ergibt sich die im Bild dargestellte Kriechkurve, die man in die technischen Kriechbereiche I, II und III unterteilt.

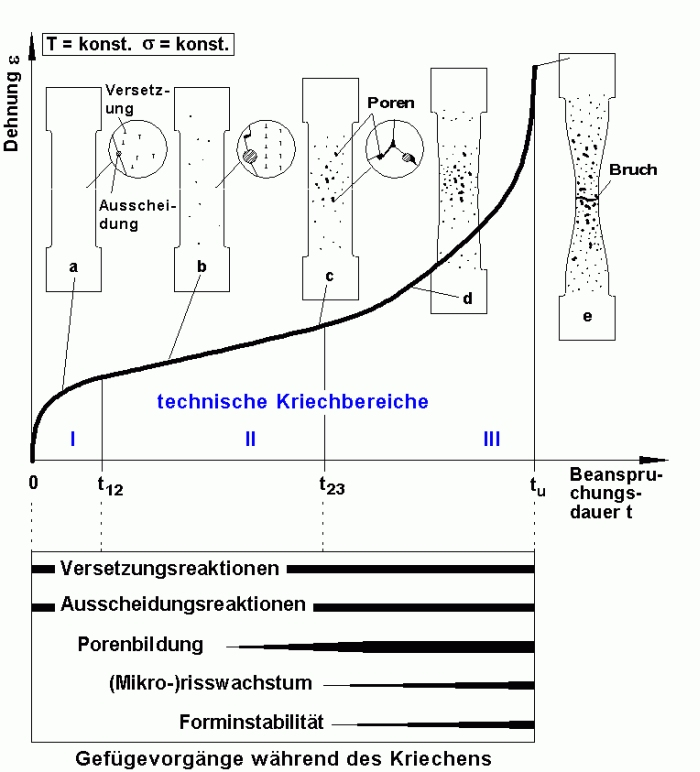
Kriechkurve und Gefügevorgänge während eines Zeitstandversuchs

Ein weiteres wichtiges Ergebnis des Zeitstandversuchs ist die Beanspruchungszeit bis zum Bruch {\displaystyle t_{u}}. Durch Zeitstandversuche bei unterschiedlichen mechanischen Spannungen ergeben sich somit unterschiedliche Beanspruchungszeiten bis zum Bruch. Für die Auslegung von Bauteilen ist die daraus ermittelte Zeitstandfestigkeit {\displaystyle R_{u,t,T}} wesentlich. Die Zeitstandfestigkeit ist die Spannung, die der Werkstoff bei der Temperatur {\displaystyle T} für die Beanspruchungszeit {\displaystyle t} bis zum Versagen erträgt. Die technisch relevanten Beanspruchungszeiten betragen oft mehrere Jahre, so dass Zeitstandversuche in der Regel sehr langzeitig durchgeführt werden.

### Mathematische Beschreibung
Zur mathematischen Beschreibung des Bereichs nahezu konstanter Kriechrate (sekundäres Kriechen) wird häufig das Norton’sche Kriechgesetz verwendet. Aus Untersuchungen zum sekundären Kriechbereich wurde 1929 durch Norton eine erste rein spannungsabhängige Kriechbeschreibung entwickelt, welche die minimale Kriechgeschwindigkeit als Potenzfunktion der Spannung beschreibt:
{\displaystyle {\dot {\varepsilon }}_{\mathrm {min} }=K\cdot \sigma ^{n}}
Hierbei stellen der Spannungsexponent {\displaystyle n} und der Faktor {\displaystyle K} temperaturabhängige Materialkonstanten dar. Der Spannungsexponent {\displaystyle n} gilt dabei auch als Indikator für den Verformungsmechanismus. In der Literatur wird für einen Spannungsexponenten {\displaystyle n=4\ldots 7} Versetzungskriechen und für {\displaystyle n=1\ldots 2} Korngrenzengleiten angenommen. Bei sehr niedrigen Spannungen bzw. Kriechgeschwindigkeiten können Spannungsexponenten von {\displaystyle n\approx 1} auftreten, die den hier ausschließlich auf Diffusionskriechen beruhenden Verformungsmechanismus beschreiben. Dieses Norton’sche Kriechgesetz kommt bis heute wegen seiner einfachen Anwendbarkeit häufig zum Einsatz und wird zur überschlägigen Abschätzung von Kriechverformungen oder Spannungsumverteilungen sowie von Spannungsrelaxation im Bauteil verwendet. Es ist jedoch nur für mittlere und niedrige Spannungen im sekundären Kriechbereich gültig und eine Identifizierung der Parameter {\displaystyle K} und {\displaystyle n} muss für jede Anwendungstemperatur separat durchgeführt werden.
Für genauere Berechnungen von zeit- und temperaturabhängigen Verformungen bei Hochtemperaturbeanspruchung werden wesentlich leistungsfähigere Beschreibungen benötigt. Hierbei unterscheidet man phänomenologische Gleichungen, die mathematische Beschreibungen der gemessenen Kriechkurven darstellen und konstitutive Gleichungen, die auf kontinuumsmechanische oder mikrostrukturelle Ansätze basieren und Verformung und Schädigung koppeln. Ein leistungsfähiger Gleichungstyp stellt z. B. die phänomenologische „modifizierte Garofalo-Gleichung“ dar oder auch das konstitutive „Chaboche-Modell“. Beide Arten der Beschreibungen sind bei der Parameteridentifizierung in der Regel sehr aufwendig und erfordern viel mechanisch-werkstoffliches Wissen.
Ein Beispiel für ein phänomenologisches Modell, das die Kriechrate im stationären Kriechbereich Fehler beim Parsen (SVG (MathML kann über ein Browser-Plugin aktiviert werden): Ungültige Antwort („Math extension cannot connect to Restbase.“) von Server „http://localhost:6011/de.wikipedia.org/v1/“:): {\displaystyle \dot \varepsilon_\mathrm{s} }
 wiedergibt und einige weitere Werkstoffkenngrößen berücksichtigt ist:
{\displaystyle {\dot {\varepsilon }}_{\mathrm {s} }=A\cdot ({\frac {\sigma }{G}})^{n}\cdot e^{-{\frac {Q}{kT}}}}
Wobei {\displaystyle A} ein materialabhängiger Proportionalitätsfaktor, {\displaystyle G} der Schubmodul, {\displaystyle Q} die Aktivierungsenergie (Häufig Diffusionsenthalpie von Leerstellen) und {\displaystyle k} die Boltzmann-Konstante. Die Leerstellendiffusion ist nicht für den Massetransport, sondern eher für die Umgehung von Hindernissen von Stufenversetzung verantwortlich.

### Leichtmetall-Legierungen
Bei Leichtmetall-Legierungen wie Aluminium- und Magnesiumlegierungen, die häufig im Fahrzeug- und Flugzeugbau verwendet werden, tritt Kriechen schon bei Temperaturen von ca. 50–100 °C auf. Die erhöhte Anzahl von Gleitebenen in der kubisch flächenzentrierten Kristallstruktur des Aluminiums bieten zudem dem plastischen Kriechverformungsprozess weniger Widerstand, was den Einsatz dieser Legierungen für erhöhte Temperaturen einschränkt.

### Spannstahl
Bei den hochfesten Spannstählen ist Kriechen auch bei Raumtemperatur und hohen ständig wirkenden Gebrauchsspannungen unterhalb der Streckgrenze möglich. Deren Einsatz zur Vorspannung von Spannbetonkonstruktionen bewirkt eine Kriechdehnung und somit Spannungsverluste infolge Relaxation (Abnahme der Spannung bei konstanter Dehnung). Diese  Spannungsverluste können eine Größenordnung von bis zu 10 % der Anfangsspannung haben.

## Kriechen bei Böden
Böden verformen sich unter kompressiven und scherenden Beanspruchungen zeitabhängig. Dabei tritt zum einen die Konsolidation auf, bei welcher bindige, gering durchlässige Böden das Porenwasser nur zeitlich verzögert aufnehmen bzw. abgeben; zum anderen spielt das Kriechen aufgrund der Viskosität der Böden eine wichtige Rolle.
Bei kompressiven Beanspruchungen unter eindimensionalen (ödometrischen) oder hydrostatischen (isotropen) Spannungen nimmt die Dichte eines Bodenelementes unter konstanten effektiven Spannungen weiter zu. Die Zunahme der Dichte folgt dabei für die eindimensionale Kompression folgendem empirischen Gesetz:
{\displaystyle \varepsilon _{cr}=C_{a}(1-e_{0})\cdot \log(t/t_{0})}
mit
- {\displaystyle \varepsilon _{cr}} die eindimensionale Dehnung infolge Kriechen
- {\displaystyle C_{a}} ein empirischer Kriechbeiwert
- {\displaystyle e_{0}} die Anfangsporenzahl
- {\displaystyle t_{0}} eine Referenzzeit.

## Semantik
Die inhaltliche Bedeutung (Semantik) des Begriffes Kriechen wird in der Technischen Praxis oft sehr unscharf verwendet und oftmals mit dem Begriff der Relaxation gleichgesetzt.
Eine vereinfachte Unterscheidung ist möglich durch:
- Kriechen: Spannung konstant, Dehnung in Funktion der Zeit zunehmend,
- Relaxation: Dehnung konstant, Spannung in Funktion der Zeit abnehmend.